# Macropsis gressitti
Macropsis gressitti är en insektsart som beskrevs av Hamilton 1980. Macropsis gressitti ingår i släktet Macropsis och familjen dvärgstritar. Inga underarter finns listade i Catalogue of Life.